# Gilia sinuata
Gilia sinuata är en blågullsväxtart som beskrevs av David Douglas och George Bentham. Gilia sinuata ingår i släktet gilior, och familjen blågullsväxter. Inga underarter finns listade i Catalogue of Life.